# 国立天文台ハワイ観測所すばる望遠鏡
すばる望遠鏡（すばるぼうえんきょう、英: Subaru Telescope）は、アメリカ・ハワイ島のマウナ・ケア山頂（標高4,205メートル）にある日本の国立天文台の大型光学赤外線望遠鏡である。

## 概要
1999年1月ファーストライト（試験観測開始）。建設総額は400億円。システム設計・建設のほとんどは三菱電機が請け負った。国立天文台が建設準備を進めていた当初のプロジェクト名は「大型光学赤外線望遠鏡」（英語: Japan National Large Telescope, JNLT）だった。建設が始まった1991年に望遠鏡の愛称の公募が行われ「すばる」が選ばれた。
主鏡に直径8.2メートル、有効直径（実際に使われる部分の直径）8.2メートルという当時世界最大の一枚鏡をもつ反射望遠鏡であった。主鏡はアメリカのコーニング社で超低膨張率ガラスを製作し、コントラベス社で精密研磨して7年以上の歳月を費やして製造された。
2015年4月時点で世界最大の一枚鏡望遠鏡は、アメリカアリゾナ州にある大双眼望遠鏡の8.4メートル鏡。また分割鏡では、スペイン領ラ・パルマ島のロケ・デ・ロス・ムチャーチョス天文台にあるカナリア大望遠鏡（有効直径10.4メートル）である。
すばる望遠鏡には高度な技術が多数使われている。大きな特徴の一つとしては、コンピュータで制御された261本のアクチュエータにより主鏡を裏面から支持することで、望遠鏡を傾けた時に生じる主鏡の歪みを精密に補正し、常に理想的な形に保つ「能動光学」と呼ばれる手法が挙げられる。また、天文台の建物そのものの形状を通常の半球形ではなく円筒形のドーム形状にすることで、地表付近の乱気流がドームを迂回するようにしている。
観測装置の物理的なセットアップ以外は、約30キロメートル離れたハワイ島最大の町ヒロにある国立天文台ハワイ観測所のヒロ山麓施設から遠隔操作で天体観測が行われる。

## 性能
- 方式：光学式リッチー・クレチアン式望遠鏡/ナスミス式望遠鏡
- 望遠鏡設置場所
  - 緯度　北緯 19度49分43秒
  - 経度　西経155度28分50秒
  - 海抜　4,139 m
- 架台
  - 架台形式　経緯台式
- 望遠鏡本体
  - 高さ：22.2 m
  - 最大幅：27.2 m
  - 重量：555 t
- 主反射鏡
  - 有効直径：8.2 m
  - 厚さ：20 cm
  - 重量：22.8 t
  - 素材：ULE（超低膨張ガラス）
  - 平均表面研磨誤差：14 nm
  - 焦点距離：15 m
- 焦点[注釈 1]
  - 主焦点F値：2.0（収差補正光学系を含む）=焦点距離16,400 mm
  - カセグレン焦点F値：12.2=焦点距離100,000 mm
  - ナスミス焦点F値：12.6（望遠鏡本体の左右に2つ）=焦点距離103,320 mm

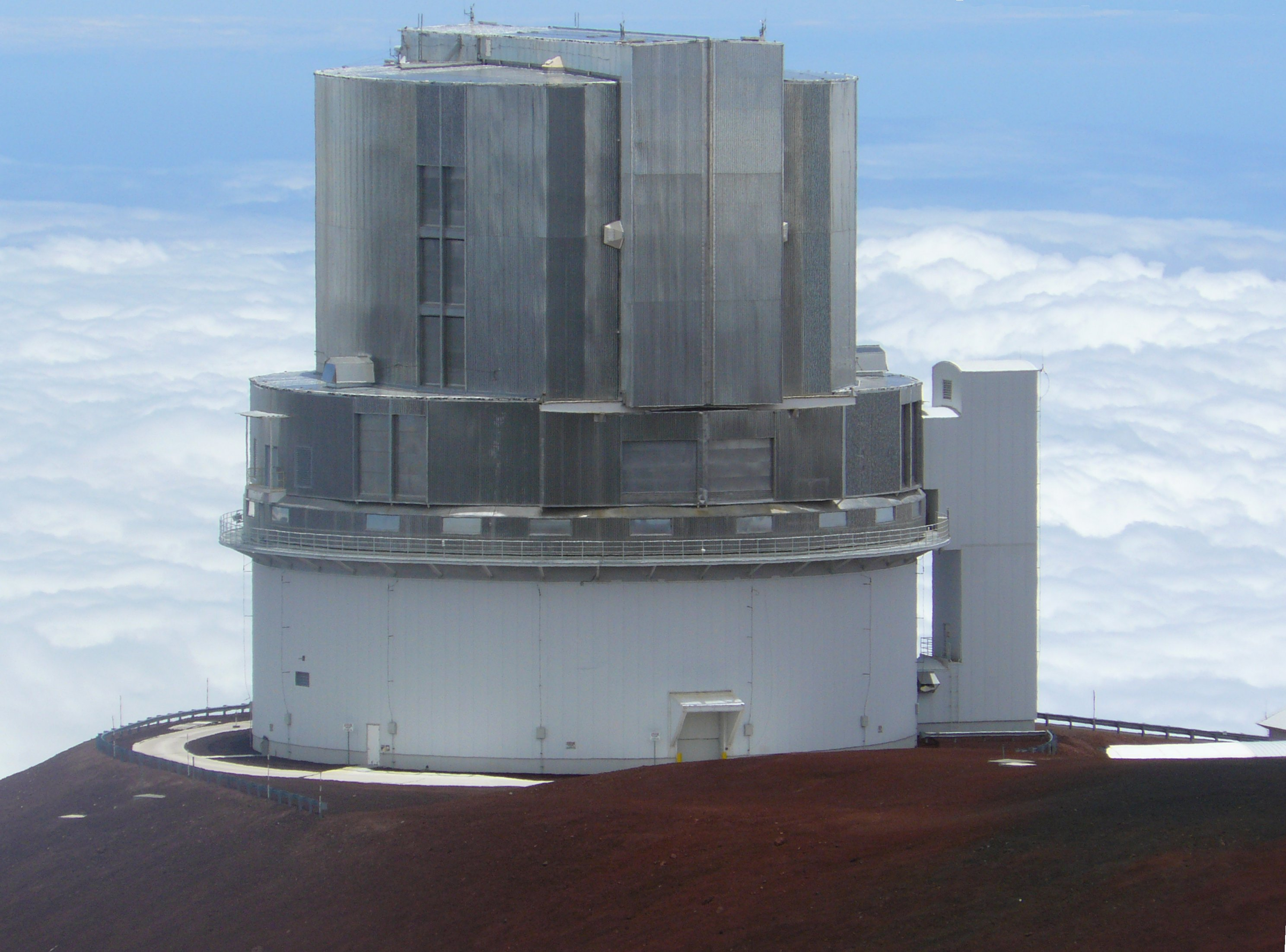
すばる望遠鏡を納める円筒形ドーム

- ドーム
  - 望遠鏡連動円筒型エンクロージャ
  - 高さ：43 m
  - 基本直径：40 m
  - 重量：2,000 t
  - 全体はアルミニウムパネルで覆われている。

## 初期観測装置
- 近赤外線分光撮像装置 IRCS（地元ハワイ大学との共同開発）
- コロナグラフ撮像装置 CIAO
- 冷却中間赤外線分光撮像装置 COMICS
- 微光天体分光撮像装置 FOCAS
- 広視野主焦点カメラ Suprime-Cam[注釈 2]
- 高分散分光器 HDS
- 多天体近赤外分光撮像装置 MOIRCS 東北大学理学部天文学教室との共同開発

「HDS：高分散分光器」、「IRCS：近赤外線分光撮像装置」及び「Suprime-Cam：広視野主焦点カメラ」が、最初の時期に設置した観測装置である。その後、「FOCAS：微光天体分光撮像装置」と太陽系外惑星発見などを目指して開発された「CIAO：コロナグラフ撮像装置」などが観測に参戦した。これらの観測装置によって可視光から赤外線領域をカバーする観測が可能な仕組みとなっている。撮像を目的にした装置と分光観測を目的とした装置を、観測対象に応じて4つある望遠鏡焦点のいずれかに取り付けることで、広い範囲の波長をカバーする。
第2世代の観測装置として、2006年10月にすばる望遠鏡の視力を10倍に向上させる補償光学装置が開発された。太陽系外惑星をピンポイントで観測するため、コロナグラフフィルタの精度とともに補償光学系を利用した「HiCIAO」が開発され、2009年より利用されている。2011年7月には、この装置をどこでも使えるようにするレーザーガイド星機能が理化学研究所の協力で追加された。
2012年8月には、「Suprime-Cam：広視野主焦点カメラ」に代わって新開発の「超広視野主焦点カメラ Hyper Suprime-Cam（ハイパー・シュプリーム・カム、HSC）」が設置された。HSC は、独自に開発した 116 個の CCD 素子を配置し、計8億7000万画素を持つ巨大なデジタルカメラであり、アンドロメダ銀河のほぼ全体を一度に捉えることができる。このカメラを用いた重力レンズ効果の解析は宇宙論に大きく貢献している。得られたデータはGalaxy CruiseやCOIASといった市民科学プロジェクトにも使用されている。
2025年には、2400個の天体のスペクトルを同時に観測できる主焦点多天体分光器 PFS が稼働開始予定である。この装置は、HSC で観測した無数の銀河の赤方偏移を測定して、宇宙の4次元地図を作成する計画での活躍が期待されている。

## 観測技術
以下の技術によって天体の解像度の高い画像を得るとともに、遠方にある微かな光を放つ銀河や星雲などの観測性能が大幅に向上している。

### 能動光学
直径8.2メートルに対して厚さが20センチメートルしかない反射鏡が姿勢変化や温度変化で変形してもその鏡面形状を維持するために、動的支持装置 (Active Support) を搭載している。この支持装置は、鏡面精度を常に 100 nm (10−7 m) の桁に保つための装置である。コンピュータで制御された261本のアクチュエータにより主鏡を裏面から支持する力の分布を0.1秒に1回の頻度で自動的に微調整している。

### 補償光学 (Adaptive Optics)
地球大気の乱流などもっと速い変動に起因する星像の揺れを実時間で直す装置は、その初号機が2000年12月よりカセグレン焦点に設置された。これにより近赤外線では回折限界 (Diffraction limit) に迫る星像が得られた。さらに赤外ナスミス焦点に人工星（レーザーガイド星）を使った更に高精度な補償光学系を開発し、2006年10月にファーストライト（初観測）に成功した。

## すばる望遠鏡による成果
すばる望遠鏡は日本の国立天文台の施設であるが、国際共同利用観測所であるため世界中の天文学者が観測提案を提出でき、審査に合格した観測提案だけが実行に移される。観測提案は年に2度募集される。

### 単独観測
- 2006年5月、ガンマ線バーストの解析により、宇宙の再電離はビッグバン後9億年まで遡ることを確認[12]。
- 2006年8月、かに座の方向に日本人の発見したものとしては最遠となる127億光年離れたクエーサーを発見。
- 2006年9月、かみのけ座の方向に、天体観測史上最遠となる128億8000万光年離れた銀河を発見する。
- 2009年12月、太陽型星をめぐる惑星候補を補償光学の撮像で発見[13]。
- 2011年11月、最遠方の超新星を続々発見[14]。
- 2014年11月、すばる望遠鏡にとって最も遠い宇宙をこれまでにない感度で探査し、ビッグバンからわずか7億年後（131億光年先）の宇宙にある銀河を7個発見[15]。

### 撮影画像と天体カタログの公開
2014年3月から2022年1月にかけて「Hyper Suprime-Cam すばる戦略枠プログラム (Hyper Suprime-Cam Subaru Strategic Program, HSC-SSP)」と呼ばれる一連の観測が実施され、その観測データが公開されている。

## 出来事
- 望遠鏡を収めるドーム施設の建設中に火災が発生した。この事故によって3名の作業員が死亡した。
- 2011年7月、すばる望遠鏡の主焦点部から冷却液が漏れ出す事故が起きた。液は主鏡を含めた広範囲に飛び散り、機材も浸水したため、観測利用が行えない状態となった[17]。
- 1999年、国立天文台「すばる」プロジェクトチームが第47回菊池寛賞を受賞。